# Jessica Samuelsson
Jessica Eva Katarina Samuelsson (Boo, Suecia; 30 de enero de 1992) es una futbolista sueca. Juega como defensa y su equipo actual es el Arsenal W.F.C. de la Women's Super League de Inglaterra.

## Clubes
| Club              | País       | Año         |
| ----------------- | ---------- | ----------- |
| Smedby AIS        | Suecia     | 2007 - 2009 |
| Linköpings F.C.   | Suecia     | 2010 - 2017 |
| Melbourne Victory | Australia  | 2013        |
| Arsenal W.F.C.    | Inglaterra | 2017 -      |